# AMR Corporation

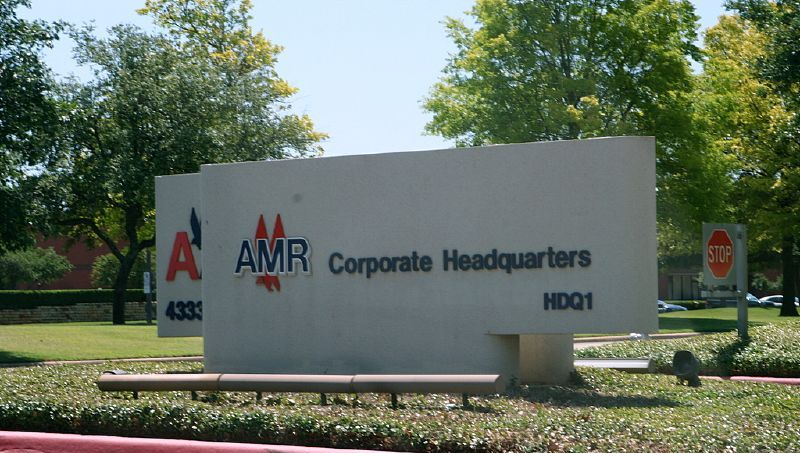
Ingresso della sede di American Airlines e AMR Corporation.

AMR Corporation è stata una delle maggiori società finanziarie che controllava compagnie aeree negli Stati Uniti: American Airlines, American Eagle Airlines ed Executive Airlines. Fu fondata nel 1982 e la sede centrale era a Fort Worth, in Texas. L'ultimo presidente è stato Thomas Horton.
Nel 2007, secondo la rivista Air Transport World, nel American Airlines è stata la maggiore compagnia aerea del mondo in termini di "passeggeri trasportati per chilometro", "passeggeri trasportati" e "flotta operativa", e la terza al mondo in termini di "ricavo operativo".
A seguito della fusione con la finanziaria US Airways Group nel 2013 AMR Corp. mutava nome in American Airlines Group.

## Struttura
- American Airlines:
  - AA Real Estate Holding[5]
  - Admirals Club, Inc.[5]
  - American Airlines de Mexico, S.A.[5]
  - American Airlines de Venezuela, S.A.[5]
  - American Airlines Marketing Services LLC[5]
  - American Airlines Realty (NYC) Holdings, Inc.[5]
  - American Airlines Vacations LLC[5]
  - American Aviation Supply LLC[5]
  - Packcall Limited[5]
  - Texas Aero Engine Services, L.L.C, dba TAESL[5]

- AMR Eagle Holding Corporation:
  - American Eagle Airlines Inc.
  - Eagle Aviation Services.[5]
  - Executive Airlines Inc.